# Veera Baranova
Veera Baranova (* 12. Februar 1984 in Narva) ist eine estnische Dreispringerin.

## Karriere
Bei den Junioren-Europameisterschaften 2003 wurde sie Elfte. 2005 wurde sie Siebte bei den U23-Europameisterschaften. Ein Jahr später, 2006, belegte sie bei den Europameisterschaften den 19. Platz. 2010 wurde sie bei den Europameisterschaften 17.

## Erfolge
| Jahr | Veranstaltung                             | Land                | Position |
| ---- | ----------------------------------------- | ------------------- | -------- |
| 2003 | European Junior Championships             | Tampere, Finnland   | 11       |
| 2005 | European U23 Championships                | Erfurt, Deutschland | 7        |
| 2006 | Leichtathletik-Europameisterschaften 2006 | Göteborg, Schweden  | 19       |
| 2010 | Leichtathletik-Europameisterschaften 2010 | Barcelona, Spanien  | 17       |